# 浜田地震
浜田地震（はまだじしん）は、1872年3月14日（明治5年2月6日）に浜田県浜田町（現在の島根県浜田市）沖で発生した地震である。マグニチュードは7.1。気象庁は最大震度は不明としているが、地震学者の宇佐美龍夫は被害状況から浜田、邑智および大田で震度7と推定している。

## 経過

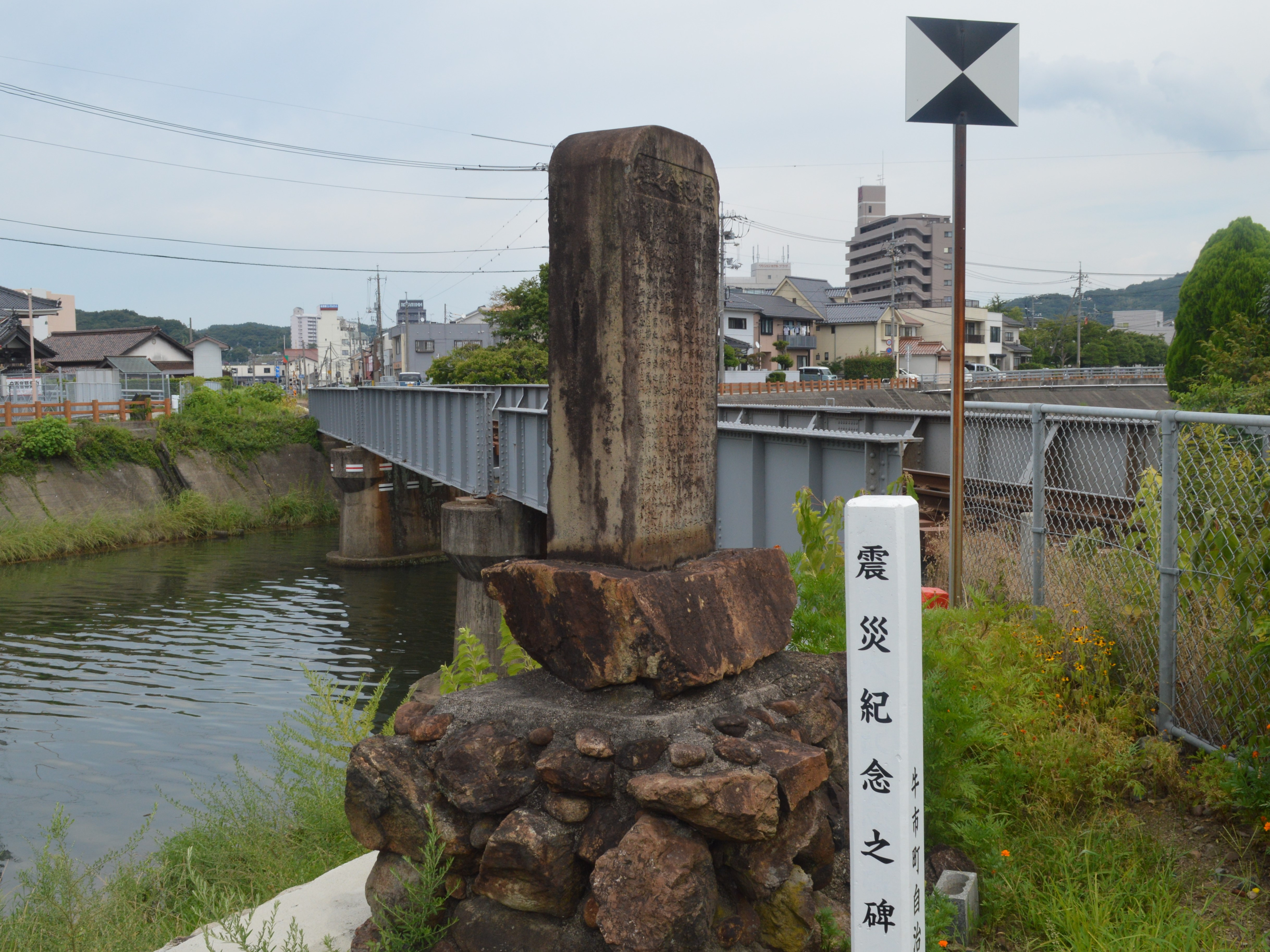
浜田市牛市町にある「震災紀念之碑」

家屋全壊は4,506棟で起こり、230棟の家屋が焼失した。死者は浜田県内で536人、出雲県内では15人。山崩れは6,567か所で起き、邇摩郡では33戸が埋没した。地震発生の1週間前から鳴り動き、当日も大小の前震があった。発震時は16時40分頃とされ、当日の11時頃から微震があり、本震の約1時間前にはかなり大きな前震があった。
この地震によって国分海岸一帯が隆起し、石見畳ヶ浦ができた。浜田浦では本震の数十分前から潮が引き、沖合い140mのところにある鶴島まで海底が露出し、徒歩で渡ってアワビを取って帰って来たところに地震が起こったという。また、小規模な津波も発生したが、被害は無かった。
浜田市牛市町の浜田川河岸には1896年（明治29年）に建立された「震災紀念之碑」が建っている。2021年（令和3年）10月には牛市自治会によって碑の現代語訳などが掲載された看板が設置された。